# Phyllolabis ghilarovi
Phyllolabis ghilarovi là một loài ruồi trong họ Limoniidae. Chúng phân bố ở miền Cổ bắc.